# El Grau (Lladurs)
El Grau és una masia situada al municipi de Lladurs, al Solsonès.